# Josef Karlík
Josef Karlík (19. března 1928 Kroměříž – 30. října 2009 Brno) byl český herec a divadelní pedagog.

## Život
Začínal již během svých středoškolských studií jako ochotník a recitátor, později vystupoval na scéně kroměřížského Hanáckého divadla.
Herectví studoval na brněnské konzervatoři, po dvou letech se jeho ročník stal součástí Divadelní fakulty Janáčkovy akademie múzických umění. Po jejím absolvování (1950, respektive 1951) nastoupil do prvního angažmá v Českém Těšíně (1950–1951), v roce 1952 ukončil základní vojenskou službu a působil jednu sezonu v pražském Ústředním divadle československé armády (1952–1954). Od roku 1954 až do svého odchodu do důchodu v roce 1992 byl stálým členem činoherního souboru Státního divadla v Brně.
Na své mateřské scéně patřil k předním interpretům velkých rolí domácího i světového divadelního repertoáru, jeho zralé herectví bylo v roce 2010 oceněno udělením Ceny Thálie za celoživotní mistrovství v oboru činohra za rok 2009 in memoriam. Úspěšně spolupracoval s filmem, rozhlasem a televizí, od roku 2001 byl nositelem Ceny Františka Filipovského za celoživotní mistrovství v dabingu. Získal řadu dalších ocenění, mj. byl laureátem Státní ceny Klementa Gottwalda (1968), v roce 1982 mu byl udělen titul zasloužilý umělec.
Jako divadelní pedagog působil na brněnské Janáčkově akademii múzických umění, 27. dubna 1995 byl jmenován profesorem herecké tvorby a působil zde až do roku 2003. Trvalou oblibu mu zajistily televizní role samorostlého dědečka z rodinné komedie Marie Poledňákové Jak dostat tatínka do polepšovny (1978) a lidsky jímavá postava otce hlavního hrdiny ze seriálu Sanitka (1984).
Vedle filmového působení natáčel také rozhlasové hry. Vytvořil například roli Amery Lasterse v nahrávce detektivního příběhu Ernsta Halla Zvony smrti z roku 1967.

## Filmografie

### Film
- 1965 Perlový náhrdelník – role: Šrámek
- 1965 Ať žije republika – role: Kaderka
- 1968 Der Streit um den Sergeanten Grischa (Spor o seržanta Gríšu (TV film) – role: postava: Gríša
- 1970 Už zase skáču přes kaluže – role: stájný
- 1971 Tajemství velikého vypravěče - role: prokurista
- 1973 Tajemství zlatého Buddhy – dr. Herrmann
- 1977 Rusalka – role: hajný
- 1980 Trnové pole – role: Drábek
- 1981 Mezi námi kluky – role: mistr
- 1982 Poslední propadne peklu – role: Kryštof
- 1982 Smrť pána Golužu – role: Jovič
- 1982 Únos Moravanky – role: Duchoň
- 1983 Muž nie je žiadúci – role: Rožko
- 1983 Zbohom, sladké driemoty – Vrabec
- 1987 MÁG – role: Duras
- 1988 Správce skanzenu – role: doc. Borko
- 1993 Hotýlek v srdci Evropy – role: Kalužný
- 1996 Lotrando a Zubejda – role: převor

### Televize
- 1972 Strýčkův sen (TV film) – role: Afanasij
- 1977 Nikola Šuhaj loupežník (TV film) – role: Vasyl Derbak Derbačok
- 1977 Prokop Diviš (TV film)
- 1978 Jak dostat tatínka do polepšovny (TV film)
- 1979 Mejdan na písku (TV hra)
- 1982 Angličanka (TV hra)
- 1983 Lékař umírajícího času (TV seriál) – role: Tycho de Brahe
- 1984 Sanitka (TV seriál) – role: otec Jandera
- 1991 Případ Salieri (TV film)
- 1994 Detektiv Martin Tomsa (TV seriál) – díl: "Zlatá klec"
- 1995 Pohádka o Faustovi (TV hra) – role: hostinský
- 1995 Prsten a řetěz (TV hra)
- 1997 Četnické humoresky (TV seriál) – díl: "Grunt"